# Герсвалде
Герсвалде (њем. Gerswalde) општина је у њемачкој савезној држави Бранденбург. Једно је од 34 општинска средишта округа Укермарк. Према процјени из 2010. у општини је живјело 1.723 становника. Посједује регионалну шифру (AGS) 12073201.

## Географски и демографски подаци
Герсвалде се налази у савезној држави Бранденбург у округу Укермарк. Општина се налази на надморској висини од 52 метра. Површина општине износи 96,8 km². У самом мјесту је, према процјени из 2010. године, живјело 1.723 становника. Просјечна густина становништва износи 18 становника/km².